# ニーナ・ミッテルハム
ニーナ・ミッテルハム（Nina Mittelham、1996年11月23日 - ）は、ドイツの卓球選手。

## 経歴
2018年、ヨーロッパ選手権でクリスティン・シルベライセンとのダブルスで優勝。2020年、ヨーロッパ選手権では女子団体優勝、邱党との混合ダブルスで優勝、サビーネ・ウィンターとの女子ダブルス準優勝。
2022年、ヨーロッパ選手権でシングルス準優勝となった。その後の世界選手権団体戦では3位となった。
2022年8月、九州アスティーダに加入した。